# ده نمك (داوود أباد)
ده نمك (بالفارسية: ده نمک) هي قرية تقع في إيران في قسم داوود أباد الريفي. يقدر عدد سكانها بـ 1,995 نسمة .